# 리얼텍

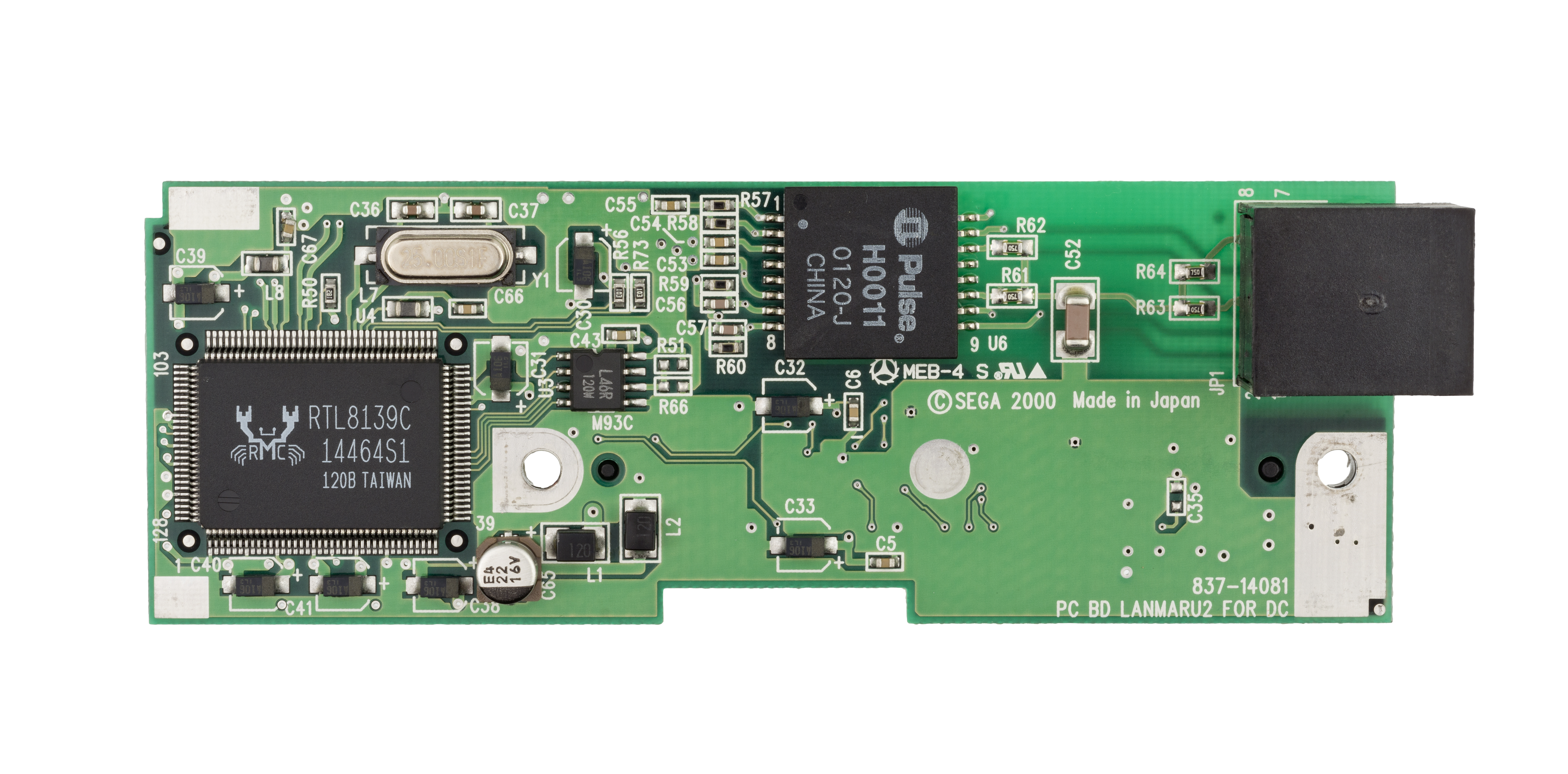
RTL8139C 칩. 세가 드림캐스트 비디오 게임 콘솔의 브로드밴드 어댑터로서 볼 수 있다.

리얼텍 반도체 주식회사(정체자: 瑞昱半導體股份有限公司, 영어: Realtek Semiconductor Corp.)는 중화민국 신주과학공원에 위치한 팹리스 반도체 기업이며 1987년 10월에 설립되었다. 1998년에 타이완 증권거래소에 상장되었다. 2015년 기준 리얼텍은 2500명의 직원이 있으며, 그 가운데 78% 이상이 연구과 개발 전문 인원이다.

## 역사

### 아방스 로직
아방스 로직(Avance Logic, Inc.)은 1991년 캘리포니아주 프리몬트에서 설립된 하드웨어 제조업체였으며 가장 최근에는 캘리포니아주 산호세에 본사를 두고 있다. 아방스 로직은 특히 OEM 제조업체를 위한 저가형 고집적 전자 부품 개발에 중점을 두고 2D 그래픽 및 오디오 분야에서 활발히 활동했다. 3차원 가속기는 1990년대 중반에 개발되었으나 널리 사용되지는 않았다. 아방스 로직은 이르면 1995년에 리얼텍에 인수되었으며 회사가 리얼텍에 통합된 2002년 말까지 독립 자회사였다. 리얼텍의 오디오 솔루션은 접두사 "ALG"(Avance Logic Graphics) 및 "ALS"(Avance Logic Sound)로도 인식할 수 있는 아방스 로직 기술을 기반으로 한다.

## 수상
1997년 컴퓨텍스-타이페이에서 리얼텍의 단일 칩인 고속 이더넷 컨트롤러인 RTL8139가 "최고의 부품"(Best Component)상, "베스트 오브 쇼"(Best of Show)상을 받았다. 7년 뒤인 2004년에, RTL8185L, RF 칩 RTL8255 컨트롤러를 포함하는 듀얼밴드 트리플모드 무선 랜 솔루션이 컴퓨텍스 타이페이에서 'Best Choice of Computex'상을 수상하였다.

## 같이 보기
- 사운드 카드
- 네트워크 카드
- 리얼텍 미디어 플레이어